# Batalla de Shevardino
La Batalla de Shevardino tuvo lugar el 5 de septiembre de 1812, entre tropas francesas y rusas, con victoria del ejército francés.

## Preludio
La posición rusa inicial, que se extendía al sur de la nueva carretera de Smolensk (la ruta de avance esperada de Napoleón), estaba anclada a su izquierda por un reducto pentagonal de movimiento de tierras erigido en un montículo cerca del pueblo de Shevardino. Kutuzov declaró que la fortificación fue construida simplemente para retrasar el avance de las fuerzas francesas.

## Batalla
El conflicto comenzó el 5 de septiembre cuando las fuerzas francesas del mariscal Joachim Murat se encontraron con los rusos de Konovnitzyn en un choque masivo de caballería, los rusos finalmente se retiraron al claustro de Kolorzkoi cuando su flanco fue amenazado. La lucha se reanudó al día siguiente, pero Konovnitzyn volvió a retirarse cuando el virrey Eugène de Beauharnais, el Cuarto Cuerpo llegó, amenazando su flanco. Los rusos se retiraron al Reducto de Shevardino, donde se produjo una batalla campal. Murat lideró el Primer Cuerpo de Caballería de Nansouty y el Segundo Cuerpo de Caballería de Montbrun, con el apoyo de la División de Compans de Louis Nicolas Davout. El Primer Cuerpo de Infantería luchó contra el reducto. Simultáneamente, la infantería polaca del príncipe Józef Poniatowski atacó la posición desde el sur. Los franceses capturaron el reducto, a un costo de 4000  Bajas francesas y 6000 rusas. El pequeño reducto fue destruido y cubierto por los muertos y moribundos de ambos bandos.

## Consecuencias
El inesperado avance francés desde el oeste y la caída del reducto de Shevardino desbarataron la formación rusa. Dado que el flanco izquierdo de su posición defensiva se había derrumbado, las fuerzas rusas se retiraron hacia el este, construyendo una posición improvisada centrada alrededor del pueblo de Utitsa. El flanco izquierdo de la posición rusa estaba listo para un ataque de flanco.. La Batalla de Borodino comenzaría dos días después.